# Count Talent and the Originals
Count Talent and the Originals è il quinto album da solista di Mike Bloomfield che fu pubblicato dalla Takoma Records nel 1978 e prodotto da Mike Bloomfield e Norman Dayron. Il disco fu registrato al "Xanda Recorders" presso Marin, California.

## Tracce
Lato A
1. Love Walk – 3:59 (Clay Cotton)
2. You Was Wrong – 2:43 (Mike Bloomfield)
3. Peach Tree Man – 3:46 (Mike Bloomfield)
4. Sammy Knows How to Party – 3:04 (Mike Bloomfield, Matt King)
5. When I Need You – 5:12 (Carole Bayer Sager)

Lato B
1. I Need Your Loving – 3:19 (Morris Levy, Clarence Lewis)
2. Bad Man – 4:47 (Mike Bloomfield)
3. Saturday Night – 1:51 (Mike Bloomfield)
4. You're Changin' – 5:31 (Mike Bloomfield)
5. Let the People Dance – 3:00 (Mike Bloomfield)

## Musicisti
- Mike Bloomfield - chitarra, chitarra slide (brano A1,
- Mike Bloomfield - chitarra, organo (brano A2
- Mike Bloomfield - banjo, pianoforte, basso acustico, slide guitar (brano A3)
- Mike Bloomfield - chitarra (brani A4, B1 & B5)
- Mike Bloomfield - slide guitar, pianoforte, basso acustico (brano A5)
- Mike Bloomfield - chitarra, organo, pianoforte, percussioni (brano B2)
- Mike Bloomfield - voce, chitarra basso, pianoforte (brano B3)
- Mike Bloomfield - accompagnamento vocale, chitarra, percussioni (brano B4)
- Mark Naftalin - pianoforte (brani A1, A3, A4, B1, B4 & B5)
- Mark Naftalin - accordion (brano A2)
- Mark Naftalin - sintetizzatore (brano A5)
- Nick Gravenites - voce (brano B2)
- Roger Troy - voce (brani A2 & B1)
- Anna Rizzo - voce (brani A4 & B1)
- Marcia Ann Taylor - voce (brano B4)
- Clay Cotton - clavinet (brano A1)
- Ray Loeckle - sassofono (brano A1)
- "The Scabs" - sassofono, tromba, trombone (brani A2 & B4)
- "The Scabs" - sassofono, tromba, trombone, clarinetto (brano A3)
- "The Scabs" - sassofono baritono, sassofono, trombone, tromba (brano B1)
- Jerry Martini - sassofono (brani A4 & B5)
- Dennis Marcellino - sassofono (brani A4 & B5)
- Carl Lewiston - tromba (brano A1)
- Max Haskett - tromba (brani A4 & B5)
- Chuck Bennett - trombone (brano A1)
- Andrew Goldstein - trombone (brani A4 & B5)
- Soma - basso (brani A1 , A5 & B1)
- Thaddeus Reese - basso (brano A2)
- Jack Blades - basso (brani A4 & B5)
- David Shorey - basso (brano B2)
- David Shorey - basso, voce (brano B4)
- Bob Jones - batteria, voce, percussioni (A1 & B5)
- Bob Jones - batteria (brani A2, A3, A4, A5, B1, B2 & B3)
- Bob Jones - batteria, percussioni (brano B4)